# 無名弒
是一部2021年美國動作驚悚片，由伊利亞·奈舒勒執導，德瑞克·柯斯達編劇。主演包括鮑勃·奧登科克、康妮·尼爾森、RZA、亞歷克賽·席列布瑞亞柯夫及克里斯多福·洛伊德。劇情描述一名謙遜的父親自家遭入室抢劫后，在私下调查的途中解救一名被骚扰的少女，但因此惹上俄罗斯黑手黨。
該片由環球影業安排2021年3月26日在美國上映。该片反响优良，其动作场面以及奧登科克的演技受到影评人的称赞。續集為2025年8月15日上映的《無名弒2》。

## 劇情
低调的哈奇·曼赛与妻子贝卡育有一儿一女，在岳父艾迪的五金加工厂担任一名會計。他的生活平淡无奇，与妻子多年未增进感情，与青春期儿子布雷迪关系欠佳，只有幼女薩米与他亲近。
某天晚上，哈奇家内遭一男一女入室盗窃。儿子布雷迪出手帮助哈奇，但哈奇并没有做出行动，反而放过他们，因此让布雷迪眼部负伤，从此，父子关系愈加疏远，身边人对哈奇也颇有微词。过后哈奇在办公室通过一套隐藏式无线电与藏身多时、被官方认定死亡的义兄弟哈里联系，表示放过小偷缘于他们所持手枪没有子弹。下班后回家，薩米告诉哈奇她的猫咪手镯不见了。哈奇认为是那对小偷幹的，遂出门前往养老院探望其父大卫，借走他过去的联调局证件和手枪以追查小偷的下落，随后潜入一公寓并逼问他们。但后来看到小偷家中还有一病重婴儿时，他羞愧地离开了公寓。哈奇后在搭巴士回家路上偶遇一群俄罗斯混混，他们的车出事后与哈奇同乘一辆巴士，赶下其他乘客并调戏一位少女。哈奇决定不再隐忍并出手相救，拼命将他们逐一制伏。有一混混因喉部重击呼吸困难，哈奇使用简易气切术救他一命。回家后，哈奇也反思自己长期没有与家人进行沟通，遂与妻子贝卡坦白，决定改正自己来改善家庭关系。
翌日，义兄弟哈里致电哈奇，告诉他昨晚事件已经惹上俄罗斯黑帮老大尤利安·库兹涅佐夫，因为哈奇制伏的混混中就包括尤利安的弟弟，也就是被哈奇急救的泰迪，其送院后伤重不治。尤利安虽一向看不起泰迪，但仍怒火中烧，他在查明哈奇的身份后，派出一支由左右手帕维尔带领的小队，准备突袭哈奇家并将其活捉，期间哈奇也通过“理发师”获得关于尤利安的情报。晚间，哈奇察觉到队伍接近，遂立即将家人安置在地下室，自己一人解决这支突击队。但一番打斗后，哈奇被电击枪击昏，后被剩下帕维尔在内的三人抬上汽车的后车厢，但哈奇顺利挣脱手铐，利用灭火器制造混乱引起车祸。哈奇向濒死的帕维尔表明身份：他是曾在“三个字母机构”工作的“审计员”，代号“无名小卒”，专门私刑解决政府无法处理的个人或组织。随后，帕维尔三人全亡，哈奇回家后让家人收拾行李离开屋子，而后向濒死的手下们谈“退休”的原因：一位名叫艾伦的男子曾经在意大利瑞摩特的美军基地窃走三百万美元，哈奇则奉命处决他。但听了艾伦真心悔过的话语后，哈奇没下杀手。事件一年后，哈奇发现艾伦成立家室，家庭幸福。这让哈奇想过上正常生活，遂在违反上司们的意愿下退出这个行业。
哈奇在找到女儿薩米的猫咪手镯后，将房子烧毁不留任何证据，后开走邻居的1972年挑战者，并重金买下岳父艾迪的工厂以制造机关对付尤利安帮派。期间尤利安曾派两人前往养老院试图杀死哈奇的父亲大卫，但被反杀。哈奇后前往尤利安的住处，将他收藏的艺术品及其为黑帮保管的奥布沙克资金全数焚毁，后找上门向尤利安提出两个选择：继续追杀他或者拿走剩下资金远离此处。尤利安选择了前者，在哈奇离开后带领车队追杀之。哈奇将尤利安的队伍引至工厂，发现哈里与大卫早已到场协助。三人合力歼灭众黑帮成员，卻在面对尤利安的扫射时剛好耗尽弹药。哈奇最终用防弹玻璃包上阔刀地雷扑向尤利安将其炸死。哈里与大卫随后离开现场，哈奇则被警察逮捕，但很快被无罪释放。
三个月后，哈奇与妻子贝卡看新房时接到神秘来电，暗示他有新任务在身。在片尾彩蛋中，哈里与大卫驾驶着满载军火的房车前往未知地。

## 演員
- 鮑勃·奧登科克[6]飾演哈奇·曼賽（Hutch Mansell）
- 亞歷克賽·席列布瑞亞柯夫[5]飾演尤利安·库兹涅佐夫（Yulian Kuznetsov），俄罗斯黑帮老大。
- 康妮·尼爾森[7]飾演貝卡·曼賽（Becca Mansell），哈奇的妻子。
- 克里斯多福·洛伊德[7]飾演大衛·曼賽（David Mansell），哈奇的父亲，前联调局探员。
- 麥可·艾朗賽飾演艾迪·威廉斯（Eddie Williams），哈奇的岳父，五金加工厂老板。
- RZA[8]飾演哈里·曼賽（Harry Mansell），哈奇的非裔义兄弟。
- 比利·麦克莱伦（Billy MacLellan）飾演查理·威廉斯（Charlie Williams），哈奇的内兄，在其父艾迪的加工厂工作。
- 阿拉亞·曼哲（英语：Araya Mengesha）飾演帕维尔（Pavel），裔俄罗斯人，尤利安的左右手。
- 蓋奇·曼羅（英语：Gage Munroe）[8]飾演布雷迪·曼賽（Brady Mansell），哈奇的大儿子。
- 佩斯利·卡多拉特（Paisley Cadorath）飾演薩米·曼賽（Sammy Mansell），哈奇的小女儿。
- 亞歷山大·派里（英语：Aleksandr Pal）飾演泰迪·库兹涅佐夫（Teddy Kuznetsov），尤利安的弟弟。
- 科林·薩爾蒙飾演“理髮師”（The Barber），前政府顾问，为哈奇提供情报。
- J·P·曼諾克斯飾演達倫（Darren），五角大楼官员，被駭客勒索向尤利安一方提供有关哈奇的资料。

## 製作

### 劇本
《無名弒》的劇本由德瑞克·柯斯達創作，他以《捍衛任務》系列電影而聞名。柯斯達表示故事受到鮑勃·奧登科克的《絕命律師》啟發，當他收到姐夫寄來的一則《絕命律師》在中國的廣告後，柯斯達希望拍一部在全球播映的電影，「以強烈、明確的角色驅使的動作類型片且在全世界無處不在」。

### 發展
《無名弒》的發展始於2018年。1月11日，奧登科克簽約擔任主演，奧登科克也與合作夥伴馬克·普羅維塞羅（Marc Provissiero）和布萊登·阿夫特古德（Braden Aftergood）透過奧登科克普羅維塞羅娛樂（Odenkirk Provissiero Entertainment）製作電影；柯斯達也與馬爾克·S·費歇爾（Marc S. Fischer）、安妮·馬特（Annie Marter）及陶比·麥奎爾一起擔任執行製片人。該片由STX娛樂發行，監製大衛·雷奇和凱莉·麥克科米克（Kelly McCormick）的87North製片公司也將參與製作。9月，以《超狂亨利》（2015年）聞名的伊利亞·奈舒勒被聘來擔任導演。2019年4月，環球影業從STX那獲得了電影的發行權。2019年10月，克里斯多福·洛伊德和康妮·尼爾森簽約加入演出陣容，分別飾演奧登科克角色的父親和妻子。

### 拍攝
主要拍攝2019年9月30日在加利福尼亞州洛杉磯開始進行。拍攝前，奧登科克與特技演員丹尼爾·柏哈茲一起訓練了兩年，學習了拳擊、柔術、空手道和柔道等武術。奧登科克向《娛樂週刊》表示：「拳頭血拼的打戲和拍室內喜劇一樣有趣。」

## 發行
環球影業最初將《無名弒》排定於2020年8月14日在美國上映。4月7日，由於COVID-19影響則被改期至2021年2月26日。該片於7月9日改度改期為2021年2月19日。2020年12月10日，環球影業決定將美國上映日改回2021年2月26日。2021年1月21日，電影在美國延期至2021年4月2日；但在隔月又改成2021年3月26日。
2020年11月12日，《娛樂週刊》釋出電影的首批劇照。2020年12月11日，官方釋出首支預告片。

## 反響

### 評價
爛番茄根據203條評論，持有82%的新鮮度，均分6.90／10；共识评论：“《小人物》没有从此类型电影中开辟出新天地，但这部内在的暴力惊悚片打破、粉碎并毁灭大量其它影片，而这一切皆证明鲍勃·奥登柯克拥有成为动作明星的实力。”Metacritic网站上根据45条评论，獲得69分，属“总体正面”评价。

### 票房
在美國發行的一週前，《綜藝》預估電影首映週末將取得500萬美元左右的票房。上映首日取得250萬美元，首映週末以670萬美元的票房居冠。62％的觀眾是男性，其中56％的年齡在35歲以下。
| 上一届： 《尋龍使者：拉雅》 | 2021年美國週末票房冠軍 第13週 | 下一届： 《哥吉拉大戰金剛》 |

## 未來

### 續集
2021年3月，康妮·尼爾森表示願意回歸演出，更表示想探討哈奇和貝卡的背景故事，例如兩人如何相遇。同年6月，德瑞克·柯斯達宣布正在編寫續集，但尚未獲得片商批准。2022年3月，87North Productions在社交媒體上宣布，儘管當時沒有宣布正式製作日期，但期待著製作《無名弒2》。到了同年8月，大衛·雷奇證實劇本正在製作中，同時表示片商已承諾推出續集。
續集改由提摩·塔堅德執導，定檔2025年上映。

### 跨界可能
2021年3月，柯斯達表示，雖然《捍衛任務》系列和《無名弒》分別由獅門影業和環球影業發行，但皆出自同一製片公司87North製片公司之手，存在跨界合作的可能。兩者皆由柯斯達創作並由雷奇製作，雷奇更與麥克科米克結婚。柯斯達希望看到它以一種小而微妙的彩蛋方式完成，而非建立成系列宇宙。同月，伊利亞·奈舒勒表達了對跨界的興趣：「什麼奇怪的事情都發生過了，但......沒錯，我的意思是，一切皆有可能。」6月，柯斯達表示，希望以極簡主義的方式令《捍衛任務》和《無名弒》跨界合作，約翰·維克和哈奇·曼賽若同框出現，那兩人將會站在同一陣線。

## 外部連結
- 官方网站
- 互联网电影数据库（IMDb）上《無名弒》的资料（英文）
- 豆瓣电影上《無名弒》的資料 （简体中文）